# Anima Tierwelt

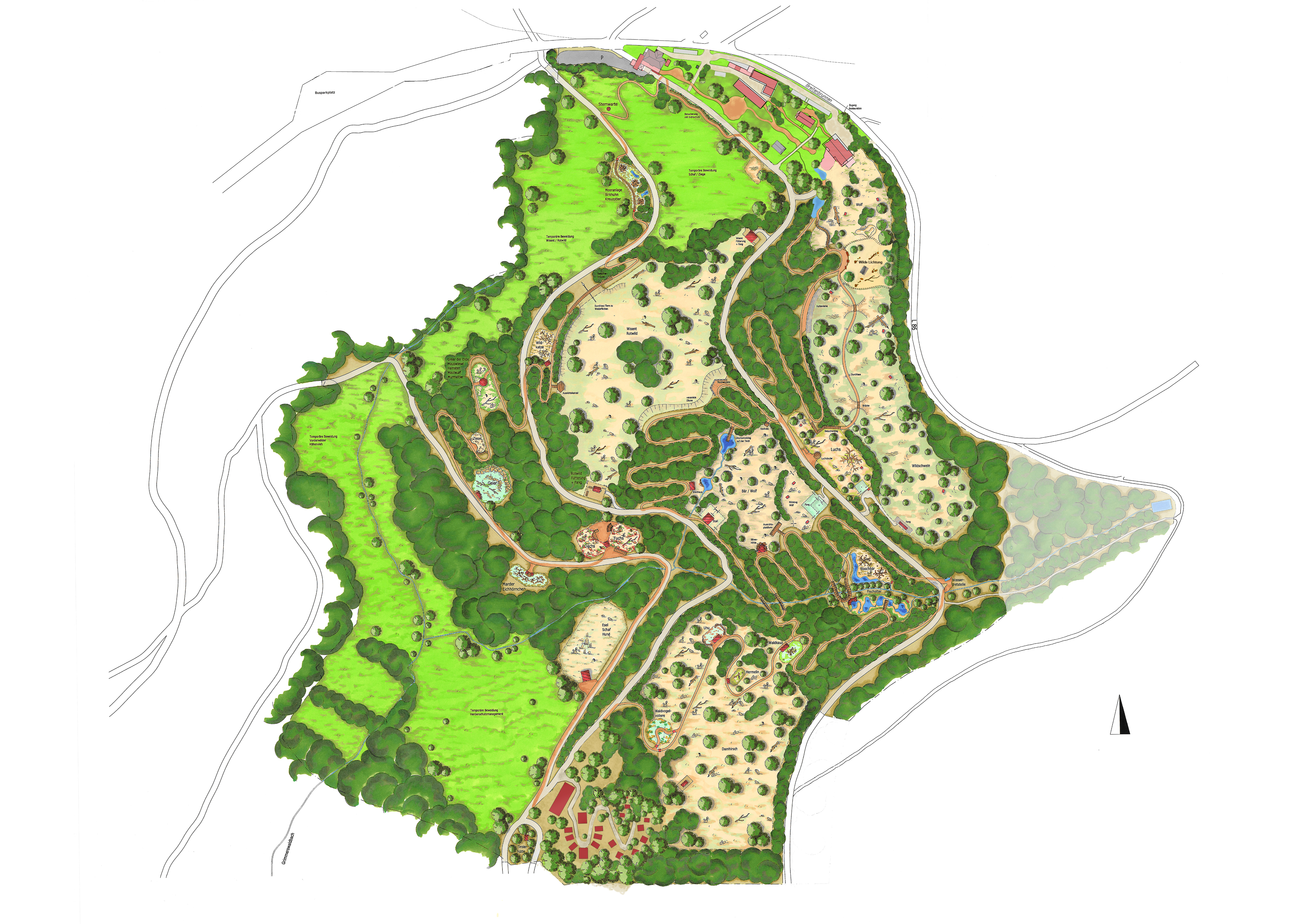
Anima Tierwelt in der geplanten Endausbaustufe

Die  Anima Tierwelt war ein Tiergartenprojekt, das 2018 im Nordschwarzwald am Breitenbrunnen in Sasbachwalden entstehen sollte. Ab 2020 sollten hier auf rund 54 Hektar heimische Tierarten der Region Schwarzwald wie beispielsweise Luchs, Wolf, Bär, Uhu und Fischotter zu sehen sein. Die Planung des Projekts begann bereits 2010 durch die Initiatorinnen und jetzigen Geschäftsführerinnen Maria Wruck und Davina Schmitz. Begleitet wurde die 2018 begonnene Bauphase durch den Architekten Peter Kruse und die im europäischen Raum tätigen Tiergartengestalter Eckhard und Christian Wiesenthal. Geplant war, das Projekt in mehreren Baustufen zu realisieren. Die erste Bauphase sollte 2020 abgeschlossen sein und umfasste neben einem Schaubauernhof, Wirtschaftshof, Therapiegebäude und Gastronomie die ersten relevanten Tiergehege wie Wolf, Hirsch und Wildschwein. Das Bauvorhaben hatte in der ersten Stufe ein Volumen von rund 20 Millionen Euro und sollte insgesamt rund 50 Millionen kosten. Die 20 Millionen sind aus dem Privatvermögen von Maria Wruck, der 38-jährigen Tochter und Erbin des Unternehmers Max Grundig. Ergänzt werden sollte der Tiergarten durch das Ani.Motion Institut, einer Institution zur Behandlung von psychischen erkrankten Mitmenschen. Kern dieses Instituts sei die Behandlung mittels tiergestützter Therapie. Zum Einsatz kommen hier beispielsweise speziell geschulte Esel und Hunde. Leiter des Instituts ist Rainer Wohlfahrt, der auf dem Gebiet der tiergestützten Therapie Experte im deutschsprachigen Raum ist.
Am 4. November 2019 teilte die Stiftung hinter dem Projekt mit, dass der Bau der Anima Tierwelt das zur Verfügung stehende Kapital von 20 Mio. Euro überschreite und deshalb vor dem Aus stehe. Nachdem schon Wald für Parkplätze gerodet wurde und die vorhandenen Gebäude, eine ehemalige Kurklinik verfallen, ist die Weiternutzung des Geländes im Sommer 2020 ungewiss.

## Tieranlagen
Das Besondere an den Tiergehegen der Anima Tierwelt ist, dass sie der auf dem Gelände vorherrschenden Topografie angepasst werden. So werden natürliche Lebensräume für beispielsweise Fuchs, Dachs oder Wolf von den Planern und Experten ermittelt, in ihrem natürlichen Istzustand belassen und nur fachgerecht Umzäunt. So passt sich der entstehende Tiergarten an die Flora und Fauna des Geländes an und nicht umgekehrt. Die Besucherplattformen und Wege werden so angelegt, dass eine möglichst zaunfreie Sicht auf die Tiere möglich ist. Weiterhin wird die Anima Tierwelt Neuerungen beinhalten, die bisher in noch keinem anderen Tierpark bestehen. Eine davon ist die sogenannte wilde Lichtung. Es handelt sich dabei um ein Areal zwischen den entstehenden Wolfs- und Wildschweingehegen, das mittels Zugangsschleusen für die Tiere freigegeben werden kann. Das Areal dient dem Enrichment-Programm des Tiergartens, gibt den Wildschweinen die Möglichkeit nach Futter zu suchen und hinterlässt den Wölfen Duftnoten, die deren Sinne ansprechen.